# Попов, Андрей Андреевич (художник)
Андрей Андреевич Попов (1832—1896) — русский художник-жанрист.

## Биография
Родился в 1832 году в Туле. Под руководством своего отца — провинциального живописца получил первоначальную художественную подготовку. Вольноприходящий учащийся Императорской Академии художеств (1846—1858), где его учителями были сначала М. Н. Воробьев, а позже Б. П. Виллевальде.
Попов пользовался поддержкой Общества поощрения художников. Его картина «Демьянова уха» (на сюжет одноимённой басни Крылова) на академической выставке 1857 г. произвела большое впечатление на публику характерностью и выразительностью изображенных лиц и своим здравым комизмом. Она доставила художнику малую золотую медаль. Одновременно с нею были им выставлены картины: «Возвращение из города» и портрет детей П. А. Языкова.
В 1860 г. явилось лучшее из всех произведений Попова: «Склад чая на Нижегородской ярмарке», за которое Академия наградила его званием классного художника 1 степени и большой золотой медалью. На академической выставке 1861 года им были представлены картины: «Богомолки» и «Мастерская художника».
Отправился в заграничную поездку (1863) для совершенствования в качестве пенсионера Академии художеств. Срок своего заграничного пенсионерства провёл в Париже и в Риме, откуда возвратился в Санкт-Петербург (1867) и привез написанную там картину: «Гулянье на Монте-Пиньо». Это было последнее его произведение, не лишенное достоинств, но несравненно более слабое, чем его первые картины. Вообще блестящие надежды, которые Попов подавал в начале своей карьеры, не оправдались: вследствие своей болезненности и зависевшего от неё упадка энергии, он работал все слабее и слабее, и под конец почти совершенно бросил заниматься живописью.

## Галерея

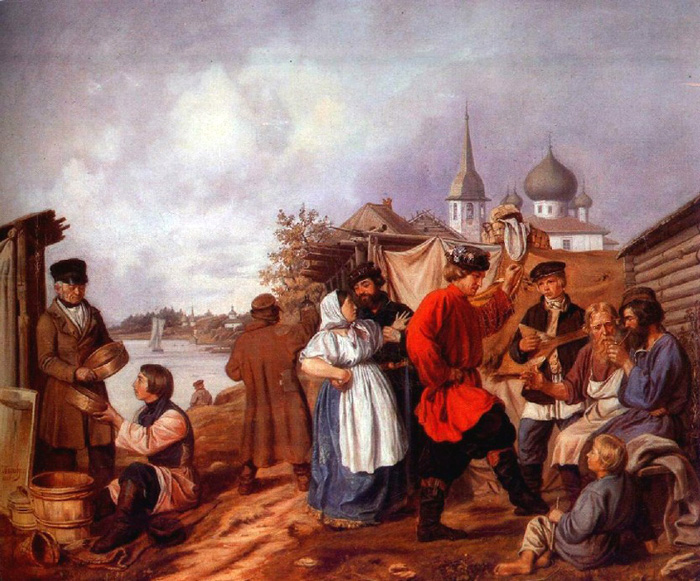
Народная сцена на ярмарке в Старой Ладоге[5] (1853)
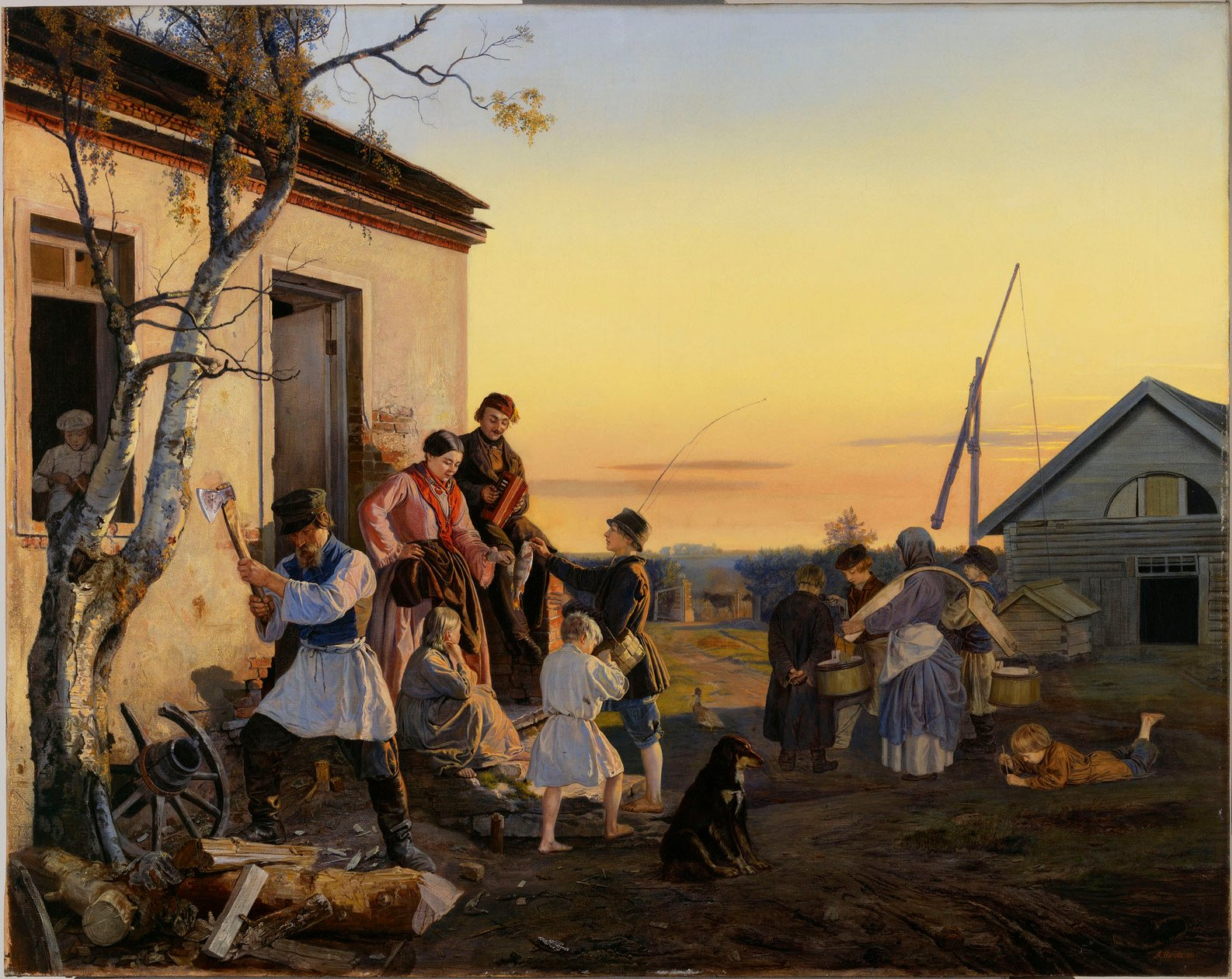
На дворе фермы[6] (1855)
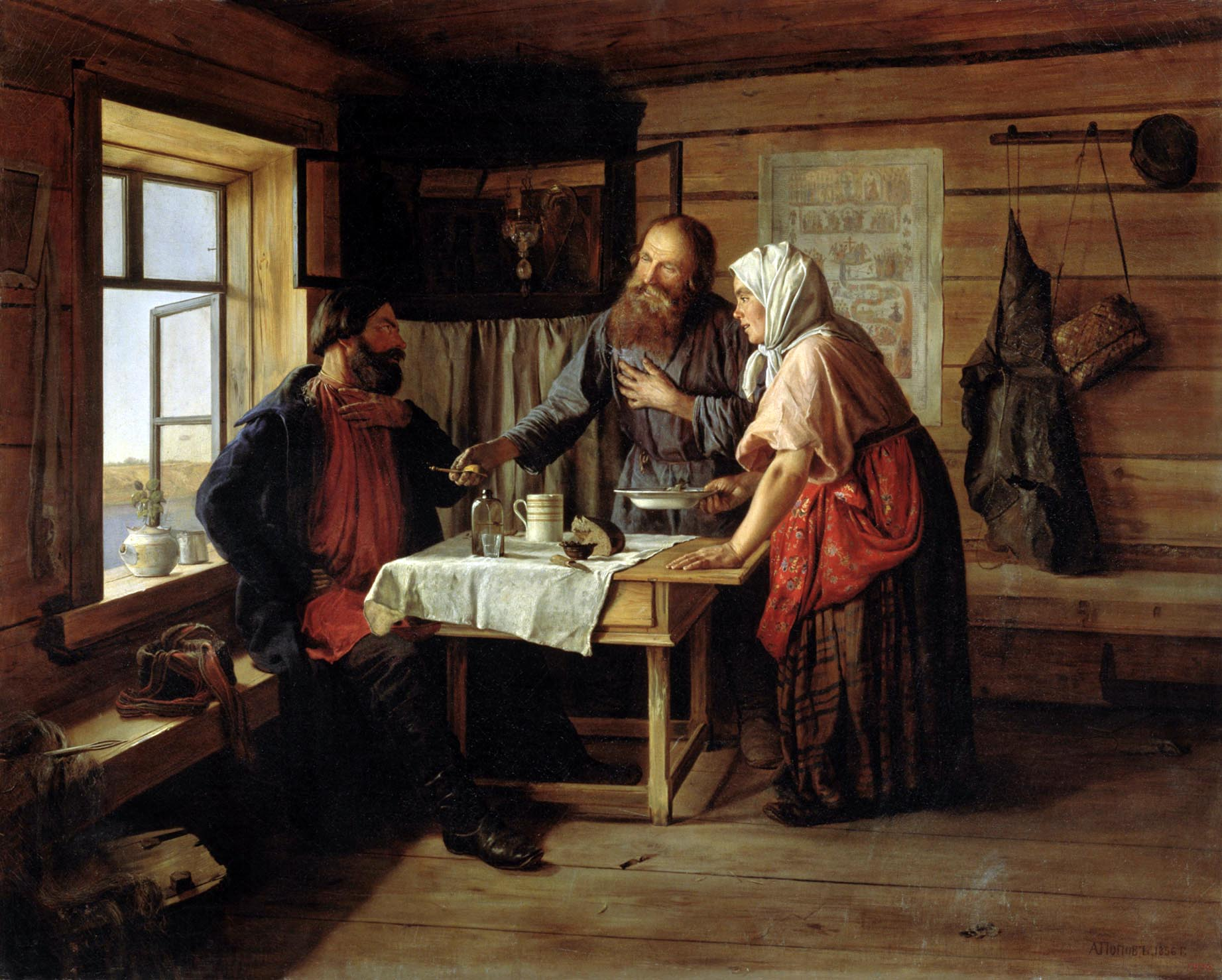
Демьянова уха[5] (1856)
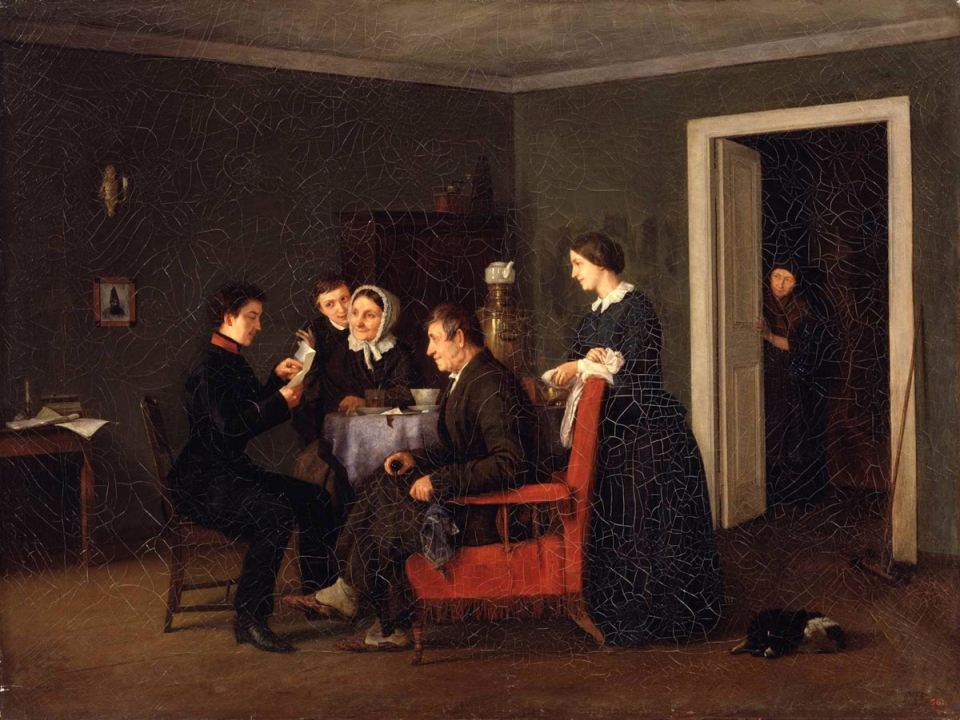
Радостное письмо[5] (1858)
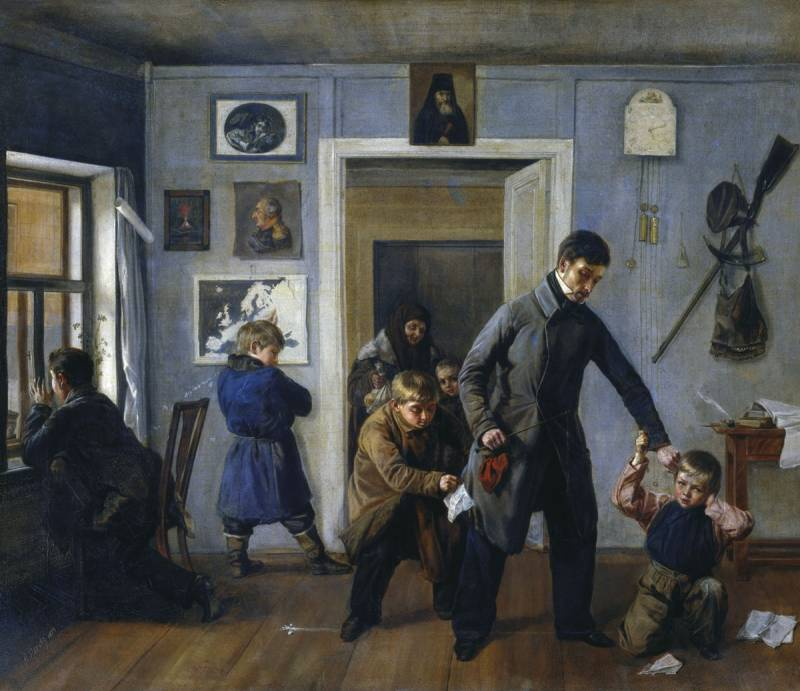
Школьный учитель[7] (1859)
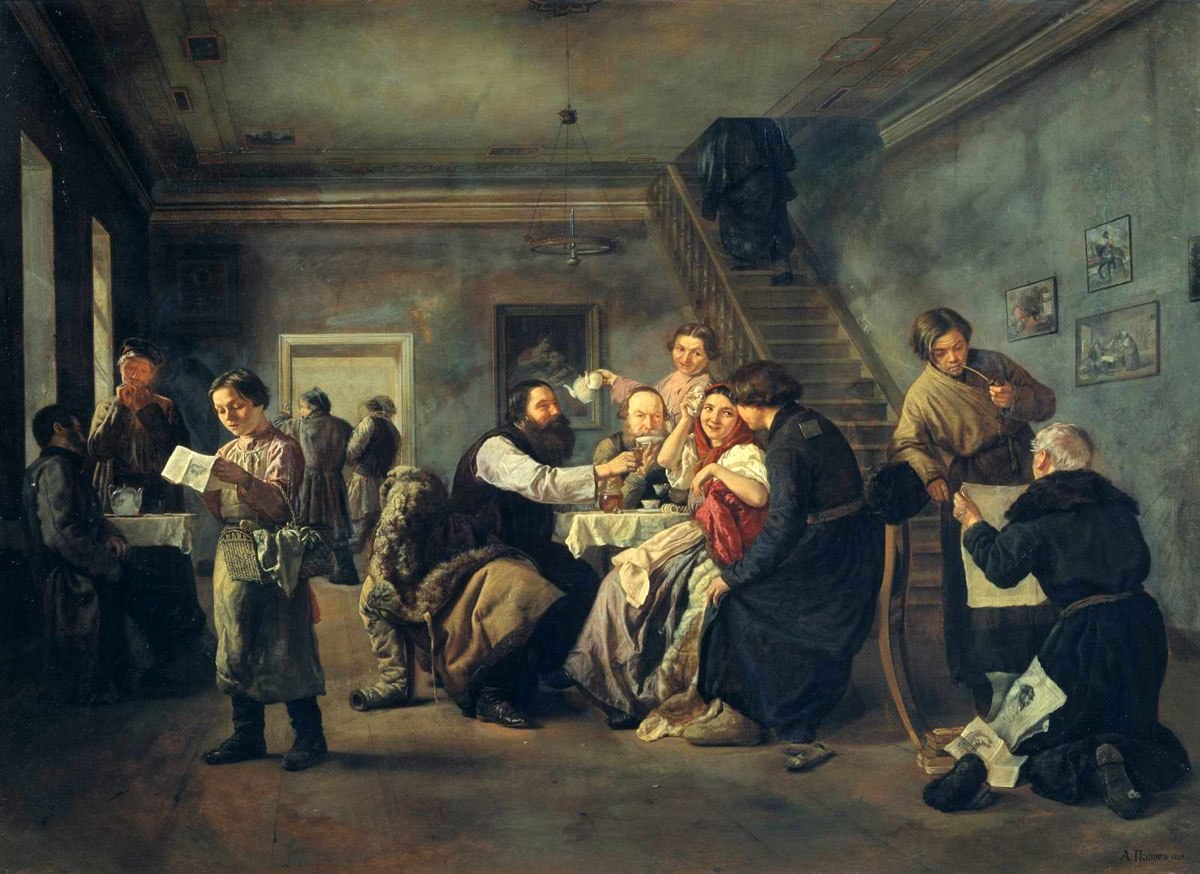
В трактире[8] (1859)
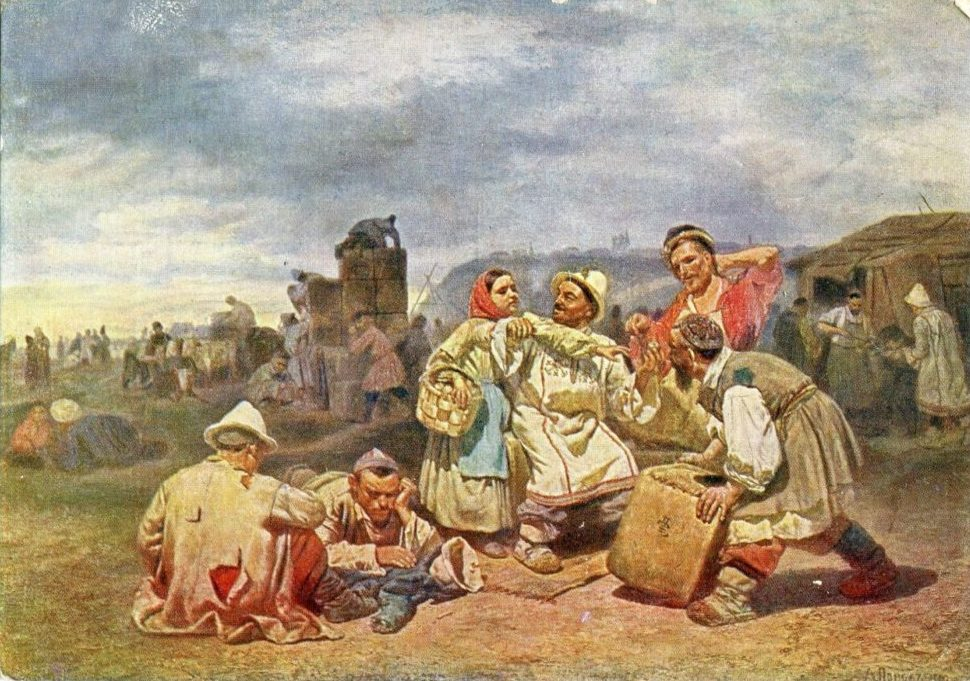
Склад чая на Нижегородской ярмарке[5] (1860)
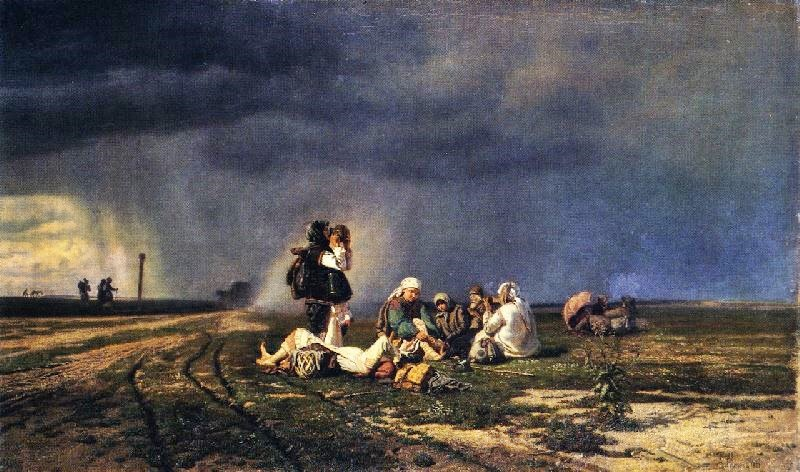
Богомолки[9] (1861)
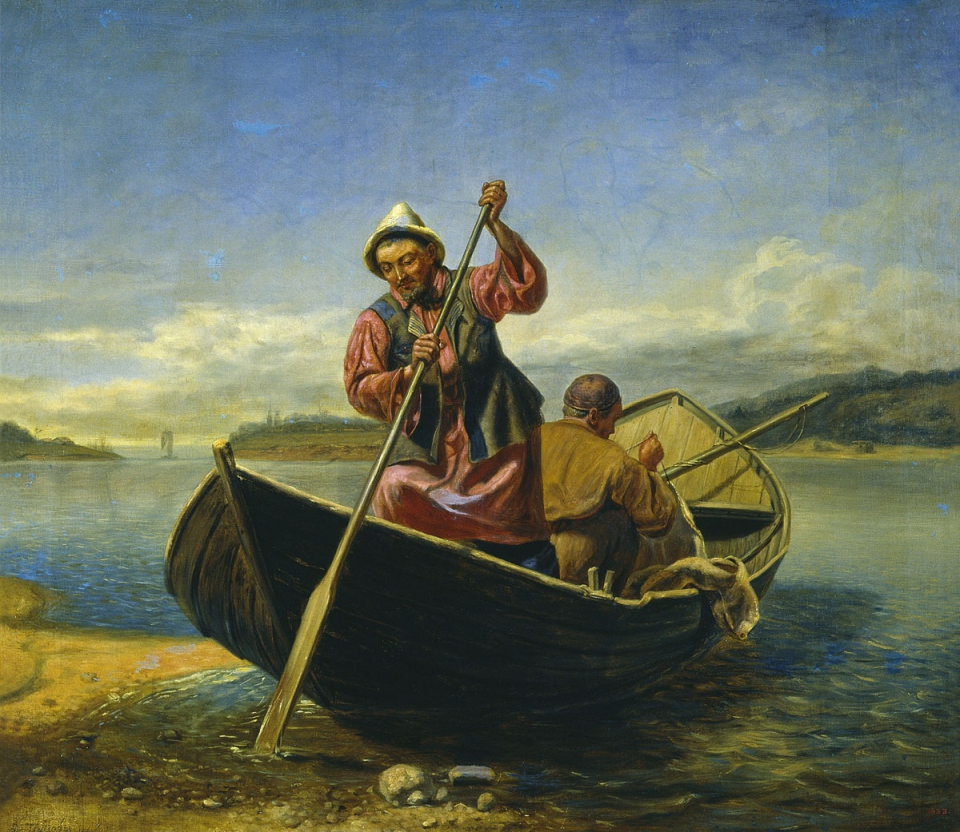
Киргизы на Волге[8] (1863)
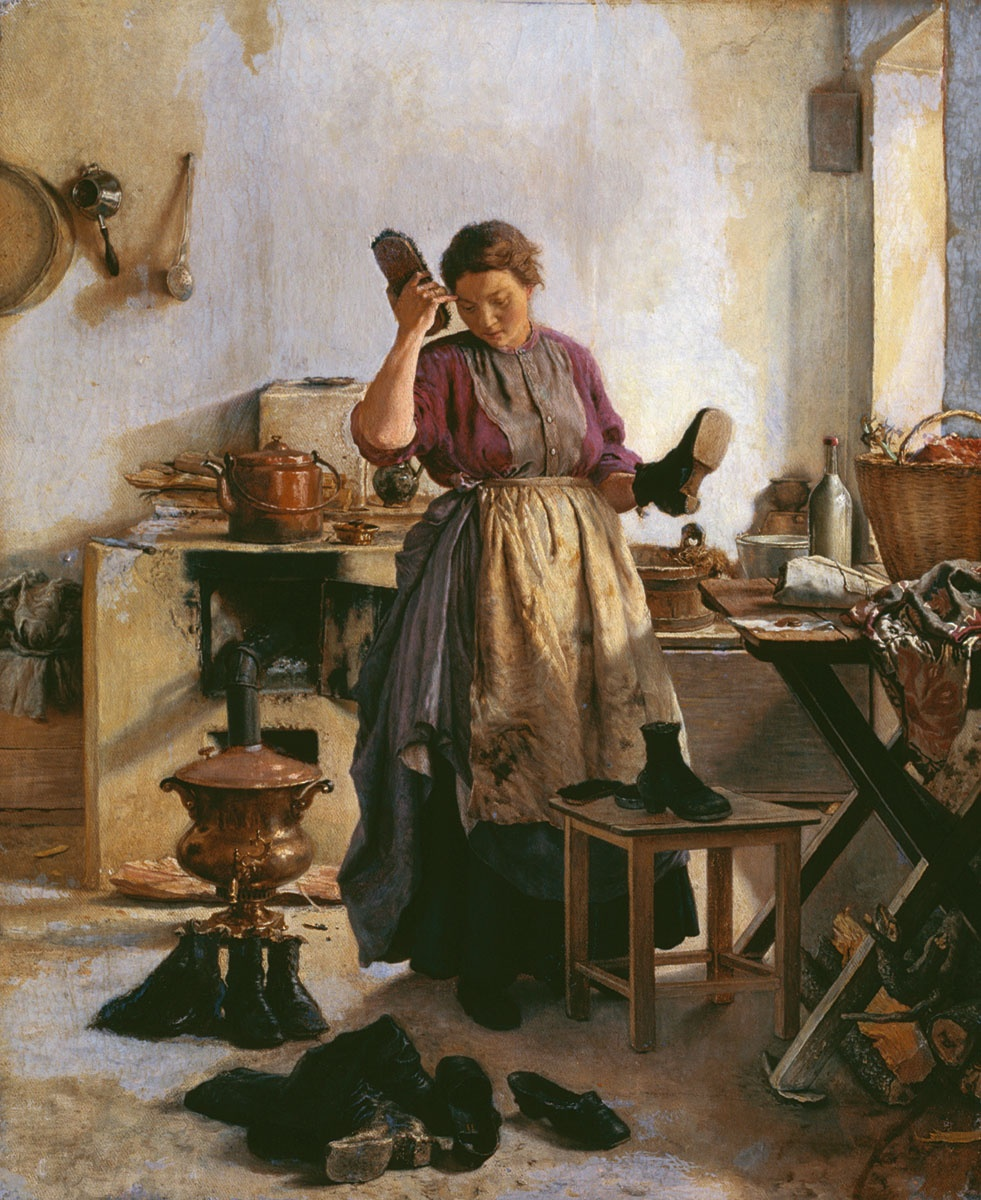
Утро на кухне (Кухарка)[10] (1863)
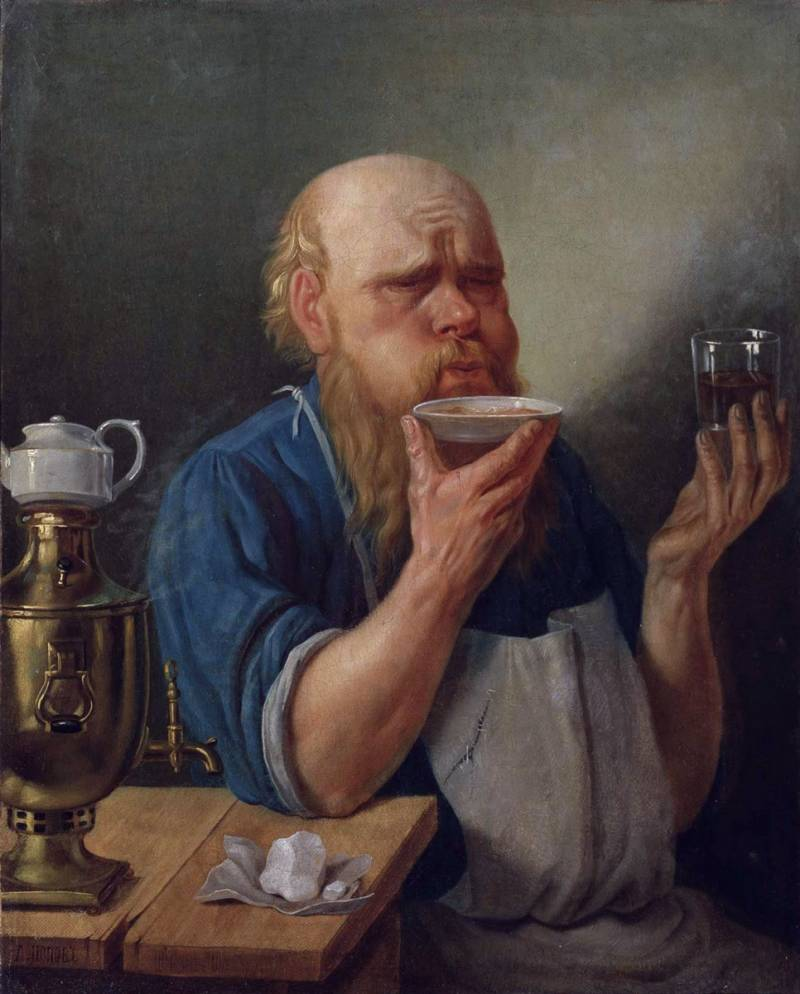
Мастеровой за чаепитием[10] (1865)
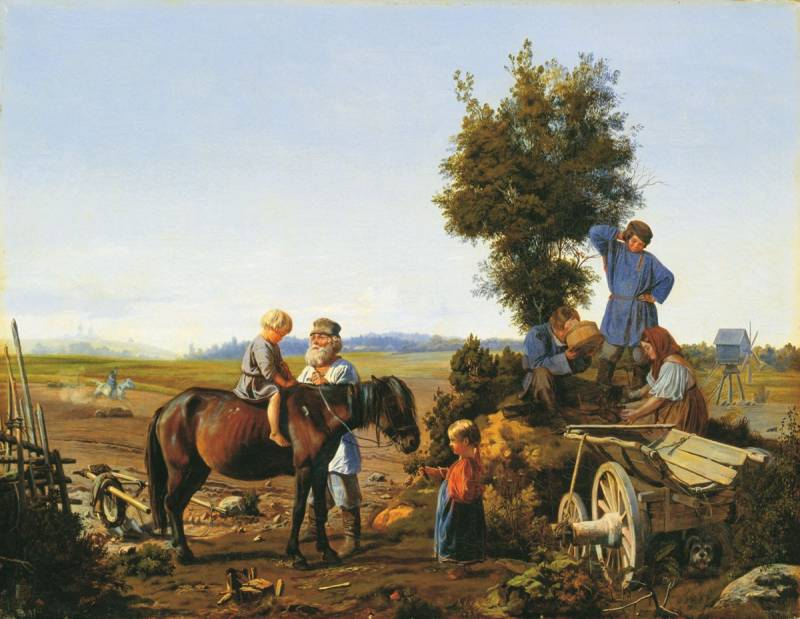
Крестьянская семья на пашне[10] (1866)
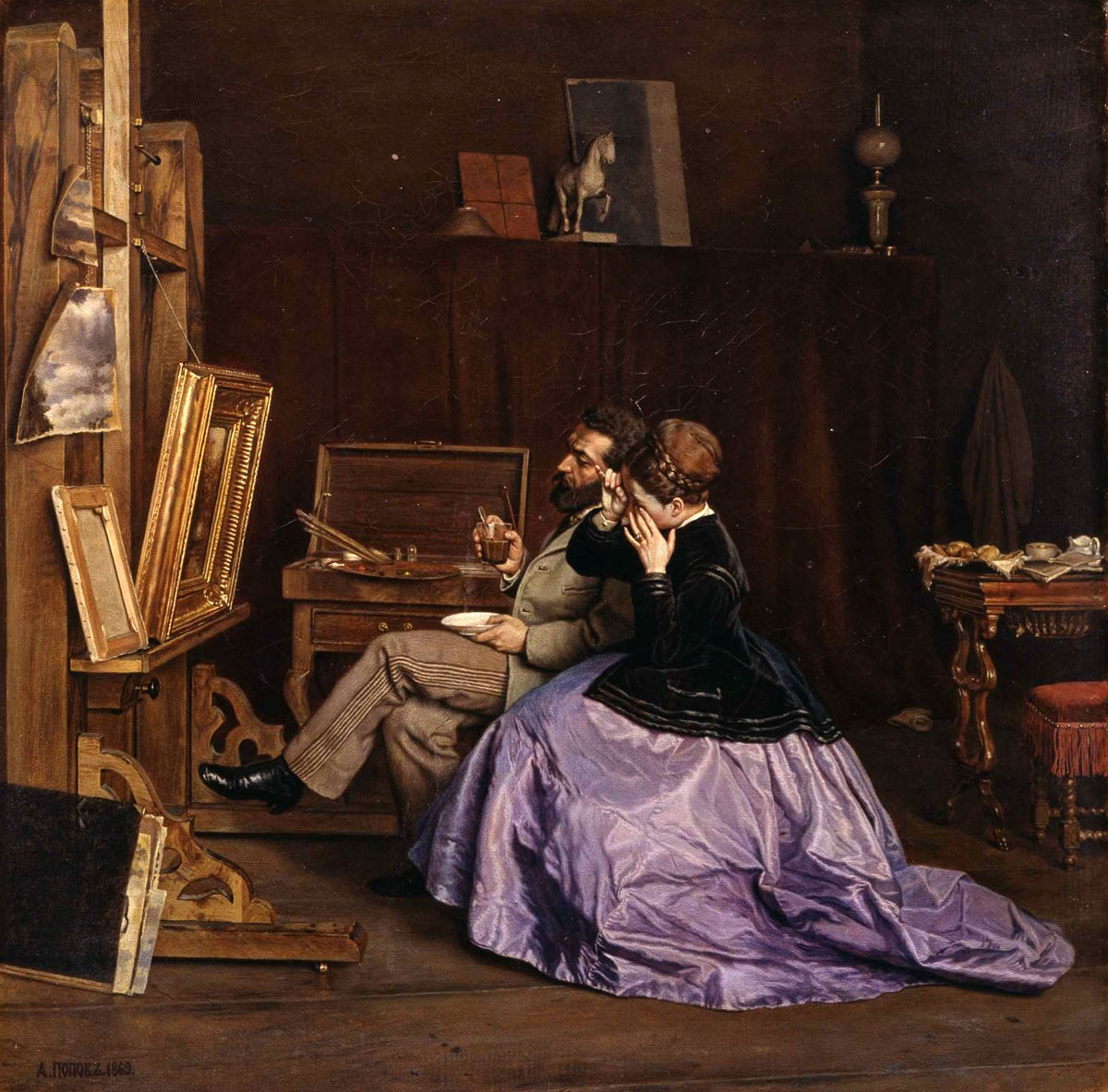
В мастерской художника[7] (1869)
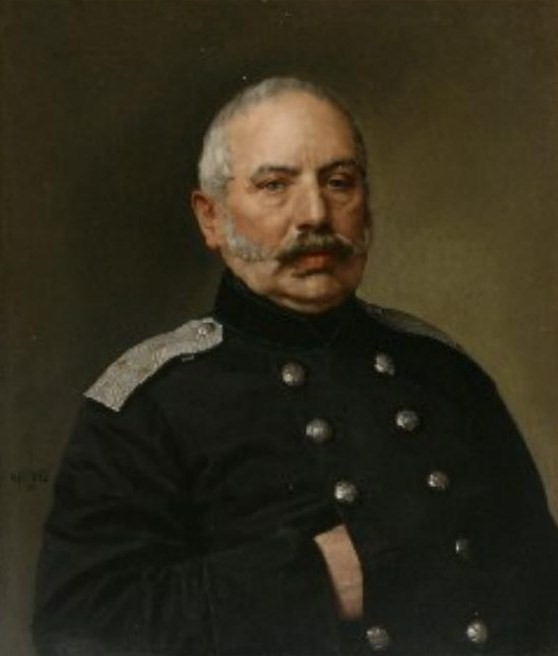
Портрет Петра Языкова (1871)
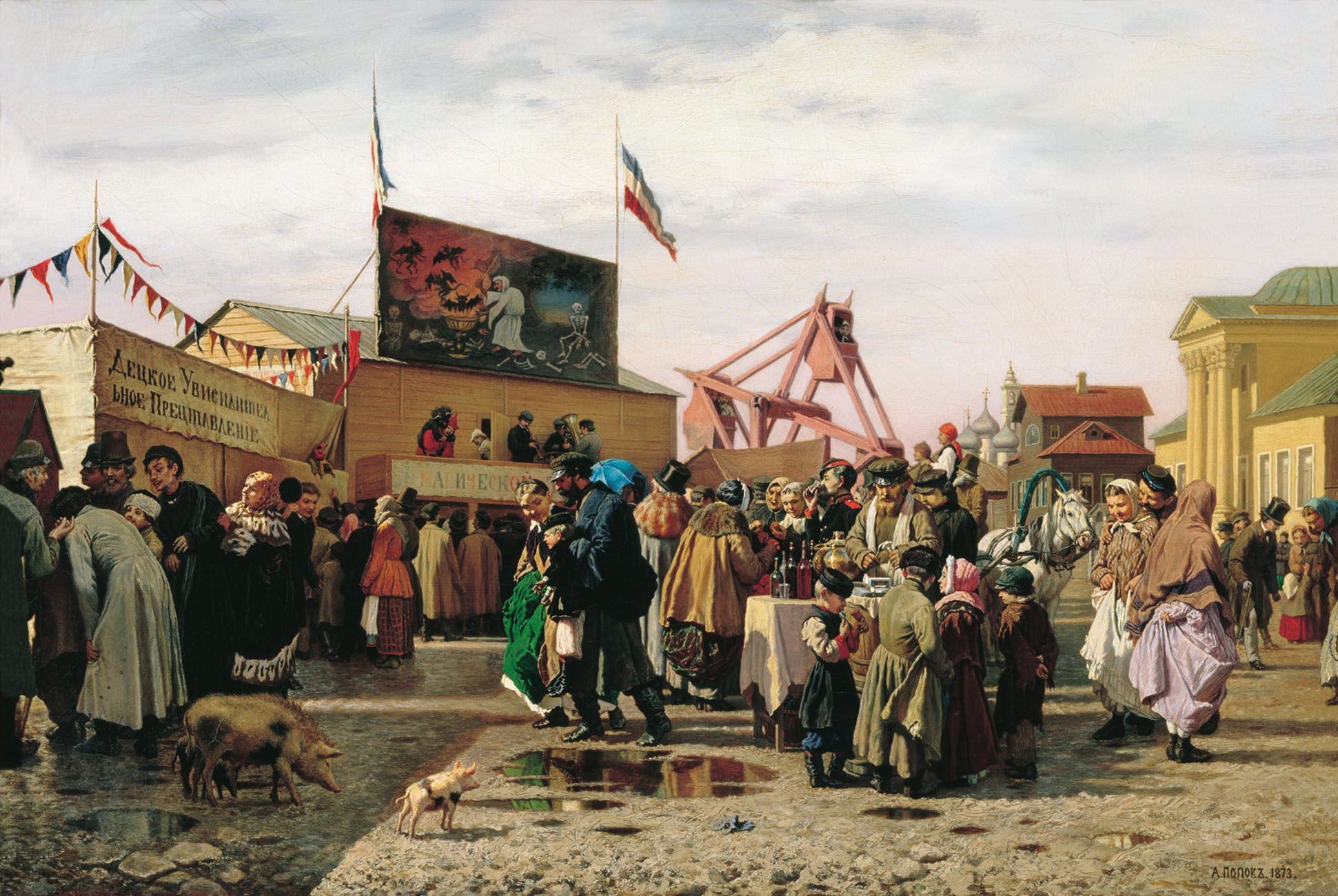
Балаганы в Туле на Святой неделе[5] (1873)